# Textilní strojírenství

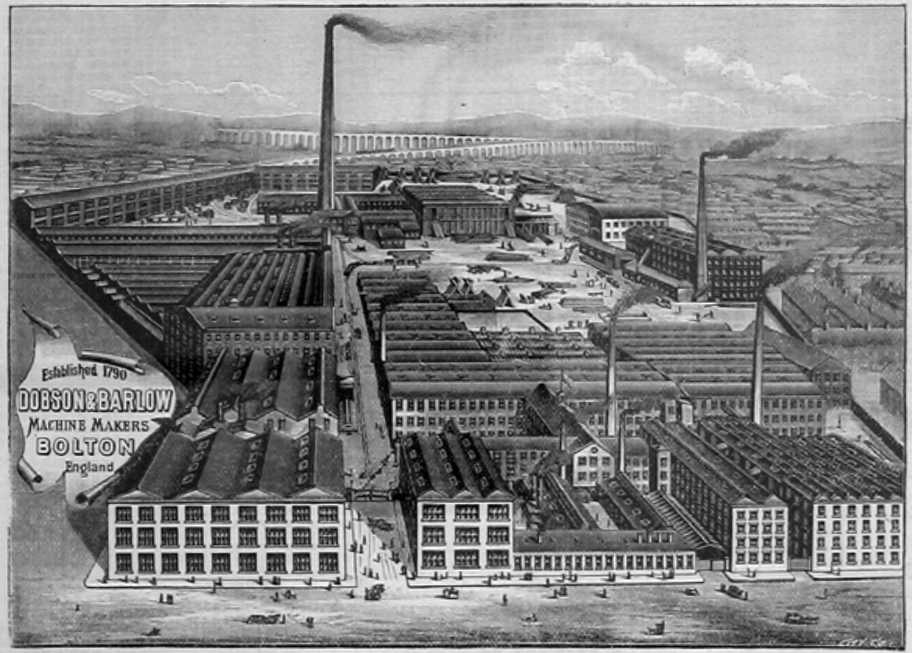
Strojírna Dobson and Barlow v Boltonu (asi v polovině 19. století)

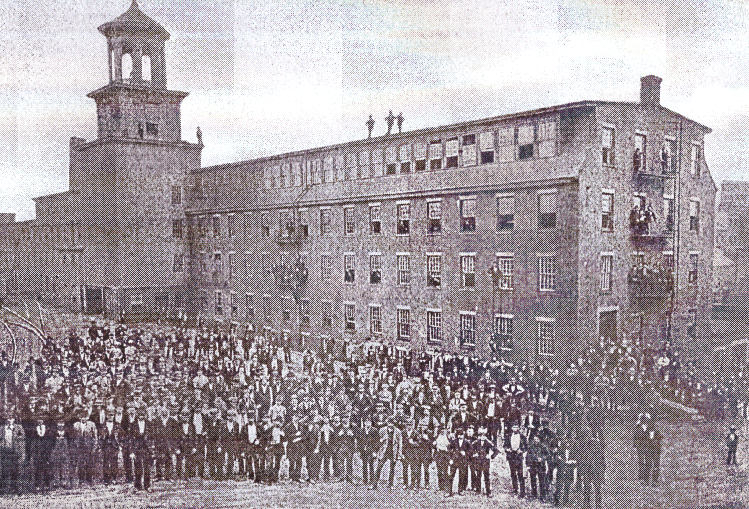
Továrna na textilní stroje v Lowell (Massachusetts) v roce 1840

Textilní strojírenství je odvětví průmyslu zabývajícího se vývojem, výrobou a odbytem strojního zařízení a součástí strojů k výrobě a konfekci textilií. 

## Historie výroby textilních strojů
Textilní stroje byly až do konce 18. století zhotoveny z velké části ze dřeva. Kolovraty, ruční tkalcovské stavy nebo (složitější) filatoria vyráběli převážně truhláři. Z historických pramenů není znám jmenovitě žádný řemeslník, který se zabýval výhradně strojnictvím. Specializovaná výroba většího počtu stejného typu stroje vznikla teprve po vynálezu létajícího člunku, waterframe a spinning mule během průmyslové revoluce v Anglii koncem 18. století.
Jednu z prvních továren tohoto druhu založil Isaac Dobson v roce 1790 v anglickém Boltonu (viz snímek). K průkopníkům patřili také např. C. G. Haubold v Saské Kamenici (1811), a v USA F. C. Lowell a společníci v Bostonu (1813).
Nejstarší české textilní stroje byly asi mechanické stavy vlastní výroby u firmy Herzig v Proseči nad Nisou v roce 1834.
Po počátečním dominantním postavení anglického strojírenství vznikla asi od poloviny 19. století zejména v Německu, USA, Švýcarsku a později v Japonsku řada textilních strojíren.
- V 19. století přispěla k rozvoji textilního strojírenství vedle zdokonalování základních technologií zejména řada vynálezů, které zmechanizovaly dosavadní ruční práci. Např. bobinetový stroj (1808), válcová sušička na tkaniny (1820),[8] prstencový dopřádací stroj (1830), kontinuální napínací rám (1852), jazýčková jehla (1856),plochý pletací stroj (1863) a mnoho jiných.

Světová spotřeba textilních vláken se od roku 1800 do začátku 20. století zvýšila ze 460 000 na cca 4 miliony tun, v roce 1900 se vyrábělo více než 90 % textilií strojově.
- Ve 20. století podpořily pokrok v textilním strojírenství obzvlášť nové konstrukce bezčlunkových tkacích strojů (1954-58), všívací stroj na koberce (1943), transferový tisk (1951)[8], proplétací stroj (1949), rotorový dopřádací stroj (1964), zkušební přístroj Classimat (1968), technologie výroby netkaných textilií spunbond (v 70. letech) a airlaid (v 80. letech).

V prvních 70 letech 20. století se zdvojnásobily investice do strojního zařízení na jednoho pracovníka v textilním průmyslu, produktivita při výrobě příze se zvýšila desetinásobně a ve tkalcovnách třicetinásobně.

## Textilní strojírenství v 21. století
Světová spotřeba textilních vláken dosáhla na začátku 21. století (2013) 91 milionů tun. Obchodní obrat textilního strojírenství obnášel v roce 2013 cca 20 miliard USD.
Světová výroba některých důležitých textilních strojů v letech 2003-2012:
| Druh stroje                 | Průměrný počet ročně           | Výnos v miliardách USD | Poznámka                                                                     |
| --------------------------- | ------------------------------ | ---------------------- | ---------------------------------------------------------------------------- |
| prstencové dopřádací stroje | 10,6×106 vřeten                | 1,5                    | instalovaná kapacita se zvýšila ze 174 na 250 milionů vřeten                 |
| rotorové dopřádací stroje   | 387 800 přádních míst (rotorů) | 0,4                    | instalovaná kapacita stagnovala na 8 milionech rotorů                        |
| stroje na tvarování příze   | 398 500 vřeten                 | 0,1                    | instalovaní kapacita není známá                                              |
| bezčlunkové tkací stroje    | 75 300 strojů                  | 3,3                    | instalovaná kapacita cca 1,3 miliony strojů                                  |
| pletací stroje              | cca 57 000 strojů              | 2,8                    | 26 500 okrouhlých, 27 200 plochých a (hrubým odhadem) 2 000 osnovních strojů |

### Export textilních strojů
Obchodní obrat prvních deseti vývozců z oboru obnášel v roce 2014 cca 12 miliard eur. Tři největší z nich (Německo, Čína a Japonsko) se na něm podílely skoro 60 %.

## Prezentace textilního strojírenství

### Veletrh ITMA (Internationale Textilmaschinen Ausstellung)
Od roku 1951 pořádá CEMATEX, sdružení asi 600 evropských textilních strojíren každé 4 roky v jednom ze západo- a jihoevropských měst světový veletrh textilního strojírenství. Vystavují se stroje všech výrobních stupňů – od zařízení ke zvlákňování syntetických materiálů až po šicí stroje, příslušenství a pomocné prostředky, zařízení pro recycling textilií, zkušební a kontrolní přístroje atd. Např. veletrhu v roce 2015 v Miláně s 1691 vystavovateli ze 46 států na ploše 108 000 m2 se účastnilo 123 000 návštěvníků ze 147 států. V roce 2023 byl veletrh uspořádán znovu v Miláně za účasti 111 000 návštěvníků, ostatní podmínky byly zhruba stejné jako v roce 2015. V roce 2027 je plánována ITMA v V Hannoveru.
CEMATEX pořádá ve spolupráci s čínskými výrobci textilních strojů od roku 2008 v Šanghaji každé dva roky podobný veletrh zaměřený na asijskou textilní výrobu.